# Rafał Siemaszko
Rafał Siemaszko (ur. 11 września 1986 w Wejherowie) – polski piłkarz i polityk, poseł na Sejm X kadencji.

## Życiorys
Ukończył Technikum Budowy Okrętów w Gdyni (2006). Przez około dwa lata pracował w Stoczni Remontowej Nauta, był m.in. pomocnikiem montera.
W trakcie kariery piłkarskiej występował na pozycji napastnika. Jest wychowankiem klubu Orkan Rumia. Największe sukcesy odnosił w Arce Gdynia, z którą przez kilka sezonów występował w Ekstraklasie. Reprezentował też m.in. Gryfa Wejherowo, Chojniczankę Chojnice i Sokoła Ostróda. Później został grającym trenerem w Wierzycy Pelplin.
W wyborach parlamentarnych w 2023 wystartował do Sejmu z listy Koalicji Obywatelskiej w okręgu gdyńskim. Uzyskał mandat posła X kadencji, otrzymując 15 494 głosy. Objął funkcję sekretarza Sejmu, zasiadł w Komisji Kultury Fizycznej, Sportu i Turystyki.

## Sukcesy sportowe
Arka Gdynia
- Puchar Polski: 2017
- Superpuchar Polski: 2017, 2018